# Острів Довгий (заказник)
О́стрів До́вгий — ландшафтний заказник місцевого значення в Україні. Розташований на території Первомайського району Миколаївської області, у межах Первомайської міської ради.
Площа — 6 га. Статус надано згідно з рішенням Миколаївської обласної ради від № 527 від 01.10.1974 року задля охорони флористичних комплексів неогенових кристалічних відслонень.
Заказник розташований у місті Первомайськ, посеред річки Південний Буг зі скелястими виходами.
Територія заповідного об'єкта слугує для збереження та охорони заплавних лісів.